# Puntate di Melevisione (seconda stagione)
La seconda stagione di Melevisione venne trasmessa su Rai 3 tra il 1999 e il 2000 ed è composta da un totale di 130 puntate, a cui si aggiungono, per un totale di 162 puntate, le 30 della rubrica "Il diario di Tonio Cartonio", che andavano in onda ogni venerdì e in cui il folletto raccontava gli avvenimenti della settimana, e 2 puntate speciali di Natale e Capodanno.

## Cast
| Personaggio        | Interprete                 |
| ------------------ | -------------------------- |
| Tonio Cartonio     | Danilo Bertazzi            |
| Gnomo Lampo        | Lorenzo Fontana            |
| Gnoma Linfa        | Olivia Manescalchi         |
| Gnomo Ronfo        | Giancarlo Judica Cordiglia |
| Fata Gaia          | Simona Grosso              |
| Orco Bruno         | Massimo Bitossi            |
| Radio Gufo         | Fabio Farronato            |
| Strega Salamandra  | Roberta Triggiani          |
| Lupo Lucio         | Guido Ruffa                |
| Principessa Odessa | Carlotta Jossetti          |
| Gazza Rubinia      | Valeria Magnoni            |
| Genio Abù Ben Set  | Alessandro Pisci           |
| Jolly Cembalo      | Paola Roman                |

## Episodi
Gli episodi evidenziati in giallo sono stati inclusi ne I Classici della Melevisione. Gli episodi in azzurro sono gli speciali e le rubriche Il diario di Tonio Cartonio.
| Nº tot. | Nº  | Titolo                                            | Prima TV         | Personaggi presenti                                                                                          | Sceneggiatura     | Tema             | Canzone                      |
| ------- | --- | ------------------------------------------------- | ---------------- | --- | ----------------- | ---------------- | ---------------------------- |
| 1       | 1   | Il mese castagno                                  | 11 ottobre 1999  | Tonio Cartonio, Orco Bruno, Gnomo Lampo, Gnoma Linfa, Gnomo Ronfo                                            | Mela Cecchi       | Autunno          |                              |
| 2       | 2   | Un cappello per tre                               | 12 ottobre 1999  | Tonio Cartonio, Strega Salamandra, Fata Gaia                                                                 | Martina Forti     | Cappelli         |                              |
| 3       |     | Diario 1                                          | 15 ottobre 1999  | Tonio Cartonio                                                                                               |                   |                  |                              |
| 4       | 3   | Gli occhiali scovatesori                          | 18 ottobre 1999  | Tonio Cartonio, Strega Salamandra, Fata Gaia                                                                 | Janna Carioli     | Occhiali         |                              |
| 5       | 4   | Vita da Lupo                                      | 19 ottobre 1999  | Tonio Cartonio, Gnomo Lampo, Gnoma Linfa, Gnomo Ronfo, Lupo Lucio                                            | Martina Forti     | Ricordi          |                              |
| 6       | 5   | Pizza Gnoma                                       | 21 ottobre 1999  | Tonio Cartonio, Gnomo Lampo, Gnoma Linfa, Gnomo Ronfo, Orco Bruno                                            | Bruno Tognolini   | Pizza            | "Pizza pizza Margherita"     |
| 7       |     | Diario 2                                          | 22 ottobre 1999  | Tonio Cartonio                                                                                               |                   |                  |                              |
| 8       | 6   | Allegria contagiosa                               | 25 ottobre 1999  | Tonio Cartonio, Strega Salamandra, Orco Bruno                                                                | Janna Carioli     | Allegria         |                              |
| 9       | 7   | Usa le mani                                       | 26 ottobre 1999  | Tonio Cartonio, Gnomo Lampo, Gnomo Ronfo, Gnoma Linfa                                                        | Martina Forti     | Mani             | "Le Mani"                    |
| 10      | 8   | Il pelo dell'orso                                 | 28 ottobre 1999  | Tonio Cartonio, Strega Salamandra, Gnomo Lampo, Gnomo Ronfo, Gnoma Linfa                                     | Mela Cecchi       | Letargo          |                              |
| 11      |     | Diario 3                                          | 29 ottobre 1999  | Tonio Cartonio                                                                                               |                   |                  |                              |
| 12      | 9   | Il ballo del Melastico                            | 1º novembre 1999 | Tonio Cartonio, Orco Bruno, Principessa Odessa                                                               | Mela Cecchi       | Danza            | "Il ballo del Melastico"     |
| 13      | 10  | La luna nel pozzo                                 | 2 novembre 1999  | Tonio Cartonio, Fata Gaia, Strega Salamandra                                                                 | Janna Carioli     | Luna             |                              |
| 14      | 11  | Dente per dente                                   | 3 novembre 1999  | Tonio Cartonio, Gnomo Lampo, Gnomo Ronfo, Gnoma Linfa, Lupo Lucio                                            | Venceslao Cembalo | Denti            |                              |
| 15      | 12  | A pesca di bumbi                                  | 4 novembre 1999  | Tonio Cartonio, Strega Salamandra, Orco Bruno                                                                | Martina Forti     | Pesca            |                              |
| 16      |     | Diario 4                                          | 5 novembre 1999  | Tonio Cartonio                                                                                               |                   |                  |                              |
| 17      | 13  | Tana per il lupo                                  | 8 novembre 1999  | Tonio Cartonio, Fata Gaia, Lupo Lucio                                                                        | Mela Cecchi       | Nascondersi      |                              |
| 18      | 14  | Il tesoro di Rubinia                              | 9 novembre 1999  | Tonio Cartonio, Gnomo Lampo, Gnoma Linfa, Gnomo Ronfo, Gazza Rubinia                                         | Martina Forti     | Tesori           | "Un tesoro è tutto"          |
| 19      | 15  | Orco porcino                                      | 10 novembre 1999 | Tonio Cartonio, Orco Bruno, Lupo Lucio                                                                       | Janna Carioli     | Autunno          |                              |
| 20      |     | Diario 5                                          | 12 novembre 1999 | Tonio Cartonio                                                                                               |                   |                  |                              |
| 21      | 16  | Le unghie più lunghe                              | 15 novembre 1999 | Tonio Cartonio, Strega Salamandra, Lupo Lucio                                                                | Bruno Tognolini   | Unghie           |                              |
| 22      | 17  | Pubblicità!                                       | 18 novembre 1999 | Tonio Cartonio, Strega Salamandra, Lupo Lucio                                                                | Mela Cecchi       | Pubblicità       |                              |
| 23      |     | Diario 6                                          | 19 novembre 1999 | Tonio Cartonio                                                                                               |                   |                  |                              |
| 24      | 18  | Lo specchio stregato                              | 22 novembre 1999 | Tonio Cartonio, Strega Salamandra, Fata Gaia                                                                 | Venceslao Cembalo | Specchio         |                              |
| 25      | 19  | Come si dice pace?                                | 23 novembre 1999 | Tonio Cartonio, Fata Gaia, Gnomo Lampo, Gnomo Ronfo, Gnoma Linfa                                             | Mela Cecchi       | Lingue           |                              |
| 26      | 20  | Il più cattivo                                    | 24 novembre 1999 | Tonio Cartonio, Lupo Lucio, Fata Gaia                                                                        | Venceslao Cembalo | Odori            |                              |
| 27      | 21  | Un genio al Fantabosco                            | 25 novembre 1999 | Tonio Cartonio, Gnomo Lampo, Gnoma Linfa, Gnomo Ronfo, Genio Abù Ben Set                                     | Bruno Tognolini   | Il Genio         | "Un genio per amico"         |
| 28      |     | Diario 7                                          | 26 novembre 1999 | Tonio Cartonio                                                                                               |                   |                  |                              |
| 29      | 22  | Un medico con la coda                             | 29 novembre 1999 | Tonio Cartonio, Gnomo Lampo, Gnoma Linfa, Gnomo Ronfo, Lupo Lucio                                            | Mela Cecchi       | Malattie         |                              |
| 30      | 23  | Orcorchestra                                      | 30 novembre 1999 | Tonio Cartonio, Orco Bruno, Jolly Cembalo                                                                    | Janna Carioli     | Musica           | "Amica Musica"               |
| 31      | 24  | Lezione di volo                                   | 2 dicembre 1999  | Genio Abù Ben Set, Fata Gaia, Gnomo Lampo, Gnomo Ronfo, Gnoma Linfa                                          | Venceslao Cembalo | Volare           |                              |
| 32      |     | Diario 8                                          | 3 dicembre 1999  | Tonio Cartonio                                                                                               |                   |                  |                              |
| 33      | 25  | Passi da gigante                                  | 6 dicembre 1999  | Tonio Cartonio, Lupo Lucio, Gnoma Linfa, Gnomo Ronfo, Gnomo Lampo                                            | Janna Carioli     | Paura            | "La Paura"                   |
| 34      | 26  | Serenata per la fata                              | 7 dicembre 1999  | Tonio Cartonio, Fata Gaia, Orco Bruno                                                                        | Venceslao Cembalo | Suoni            |                              |
| 35      | 27  | Acqua risata                                      | 8 dicembre 1999  | Tonio Cartonio, Strega Salamandra, Jolly Cembalo                                                             | Bruno Tognolini   | Rane             | "Acqua gasata risata"        |
| 36      | 28  | Le pietre della corona                            | 9 dicembre 1999  | Tonio Cartonio, Gazza Rubinia, Lupo Lucio                                                                    | Mela Cecchi       | Pietre           |                              |
| 37      |     | Diario 9                                          | 10 dicembre 1999 | Tonio Cartonio                                                                                               |                   |                  |                              |
| 38      | 29  | Scarpe da Principessa                             | 13 dicembre 1999 | Tonio Cartonio, Principessa Odessa, Lupo Lucio                                                               | Venceslao Cembalo | Scarpe           |                              |
| 39      | 30  | Un regalo per Fata Gaia                           | 14 dicembre 1999 | Orco Bruno, Fata Gaia, Lupo Lucio                                                                            | Martina Forti     | Alberi e foglie  |                              |
| 40      | 31  | Un vero gentilorco                                | 15 dicembre 1999 | Tonio Cartonio, Fata Gaia, Orco Bruno                                                                        | Martina Forti     | Igiene e stile   |                              |
| 41      | 32  | L'orologio di Re Quercia                          | 16 dicembre 1999 | Tonio Cartonio, Principessa Odessa, Lupo Lucio                                                               | Mela Cecchi       | Tempo            | "Il tempo del tempo"         |
| 42      |     | Diario 10                                         | 17 dicembre 1999 | Tonio Cartonio                                                                                               |                   |                  |                              |
| 43      | 33  | Colazione da Tonio                                | 20 dicembre 1999 | Tonio Cartonio, Fata Gaia, Gnoma Linfa, Gnomo Lampo, Gnomo Ronfo                                             | Venceslao Cembalo | Latte            |                              |
| 44      | 34  | Il giudizio di Tonio                              | 21 dicembre 1999 | Tonio Cartonio, Strega Salamandra, Fata Gaia                                                                 | Martina Forti     | Recitazione      |                              |
| 45      | 35  | Buffone di neve                                   | 22 dicembre 1999 | Tonio Cartonio, Jolly Cembalo, Gnomo Lampo, Gnoma Linfa, Gnomo Ronfo                                         | Janna Carioli     | Inverno          |                              |
| 46      | 36  | Ladri di lucciole                                 | 23 dicembre 1999 | Tonio Cartonio, Strega Salamandra, Genio Abù Ben Set                                                         | Janna Carioli     | Lucciole         |                              |
| 47      |     | SPECIALE Natale: Buon Natale, Natale              | 24 dicembre 1999 | Tonio Cartonio, Principessa Odessa, Gnomo Lampo, Gnomo Ronfo, Gnoma Linfa, Lupo Lucio, Orco Bruno, Fata Gaia | Mela Cecchi       | Natale           | "È Natale"                   |
| 48      | 37  | Stregografia                                      | 27 dicembre 1999 | Tonio Cartonio, Orco Bruno, Strega Salamandra                                                                | Bruno Tognolini   | Pancia           |                              |
| 49      | 38  | Verdure alla fiaba                                | 28 dicembre 1999 | Tonio Cartonio, Lupo Lucio, Orco Bruno                                                                       | Bruno Tognolini   | Verdure          |                              |
| 50      | 39  | Lettera anonima                                   | 29 dicembre 1999 | Tonio Cartonio, Orco Bruno, Fata Gaia, Jolly Cembalo                                                         | Mela Cecchi       | Posta            |                              |
| 51      | 40  | Dov'è il Nord?                                    | 30 dicembre 1999 | Tonio Cartonio, Fata Gaia, Lupo Lucio                                                                        | Venceslao Cembalo | Freddo           |                              |
| 52      |     | SPECIALE Capodanno: Sacchi leggeri e voli pesanti | 31 dicembre 1999 | Tonio Cartonio, Fata Gaia, Genio Abù Ben Set, Strega Salamandra, Gnomo Lampo, Gnomo Ronfo, Gnoma Linfa       | Bruno Tognolini   | Capodanno        | "Qualcosa di nuovo"          |
| 53      | 41  | Sciupafiabe!                                      | 3 gennaio 2000   | Tonio Cartonio, Fata Gaia, Lupo Lucio                                                                        | Venceslao Cembalo | Fiabe            | "Sciupafiabe!"               |
| 54      | 42  | L'orco preistorico                                | 4 gennaio 2000   | Tonio Cartonio, Orco Bruno, Gnomo Lampo, Gnoma Linfa, Gnomo Ronfo                                            | Martina Forti     | Preistoria       |                              |
| 55      | 43  | Verdinvidia                                       | 5 gennaio 2000   | Tonio Cartonio, Strega Salamandra, Principessa Odessa                                                        | Janna Carioli     | Invidia          | "Verdinvidia"                |
| 56      | 44  | Chi ha rapito la Befana?                          | 6 gennaio 2000   | Tonio Cartonio, Genio Abù Ben Set, Strega Salamandra                                                         | Venceslao Cembalo | Befana           |                              |
| 57      |     | Diario 11                                         | 7 gennaio 2000   | Tonio Cartonio                                                                                               |                   |                  |                              |
| 58      | 45  | Acqua bell'acqua                                  | 10 gennaio 2000  | Tonio Cartonio, Lupo Lucio, Orco Bruno                                                                       | Janna Carioli     | Acqua            |                              |
| 59      | 46  | L'orco che non c'è                                | 11 gennaio 2000  | Tonio Cartonio, Orco Bruno, Gnomo Lampo, Gnomo Ronfo, Gnoma Linfa                                            | Janna Carioli     | Invisibilità     |                              |
| 60      | 47  | Il cavallo di Tonio                               | 12 gennaio 2000  | Tonio Cartonio, Lupo Lucio, Principessa Odessa, Gazza Rubinia                                                | Martina Forti     | Riciclaggio      | "La canzone del riciclaggio" |
| 61      | 48  | Un oroscopo bugiardo                              | 13 gennaio 2000  | Tonio Cartonio, Fata Gaia, Strega Salamandra                                                                 | Martina Forti     | Eclissi          |                              |
| 62      |     | Diario 12                                         | 14 gennaio 2000  | Tonio Cartonio                                                                                               | Martina Forti     |                  |                              |
| 63      | 49  | Ladri di buonumore                                | 17 gennaio 2000  | Tonio Cartonio, Jolly Cembalo, Fata Gaia, Gazza Rubinia                                                      | Martina Forti     | Malinconia       |                              |
| 64      | 50  | Porcellino d'oro                                  | 18 gennaio 2000  | Tonio Cartonio, Lupo Lucio, Gazza Rubinia, Strega Salamandra                                                 | Janna Carioli     | Viaggio          |                              |
| 65      | 51  | Gesti e parole                                    | 19 gennaio 2000  | Tonio Cartonio, Principessa Odessa, Lupo Lucio, Strega Salamandra                                            | Bruno Tognolini   | Gesti            | "Fallo con le mani"          |
| 66      | 52  | Il cavaliere misterioso                           | 20 gennaio 2000  | Tonio Cartonio, Genio Abù Ben Set, Orco Bruno                                                                | Venceslao Cembalo | Torneo           |                              |
| 67      |     | Diario 13                                         | 21 gennaio 2000  | Tonio Cartonio                                                                                               |                   |                  |                              |
| 68      | 53  | I filtri di Rosarospa                             | 24 gennaio 2000  | Tonio Cartonio, Fata Gaia, Strega Salamandra, Jolly Cembalo                                                  | Mela Cecchi       | Streghe          |                              |
| 69      | 54  | Un pifferaio al Fantabosco                        | 25 gennaio 2000  | Tonio Cartonio, Principessa Odessa, Jolly Cembalo                                                            | Mela Cecchi       | Topi             |                              |
| 70      | 55  | Ambarabà ci-circo-cò                              | 27 gennaio 2000  | Tonio Cartonio, Fata Gaia, Lupo Lucio, Jolly Cembalo                                                         | Janna Carioli     | Circo            | "Ambarabà ci-circo-cò"       |
| 71      |     | Diario 14                                         | 28 gennaio 2000  | Tonio Cartonio                                                                                               |                   |                  |                              |
| 72      | 56  | La sorella del lupo                               | 31 gennaio 2000  | Tonio Cartonio, Lupo Lucio, Gnomo Lampo, Gnomo Ronfo, Gnoma Linfa                                            | Venceslao Cembalo | Fratelli         |                              |
| 73      | 57  | Il vento spavento                                 | 1º febbraio 2000 | Tonio Cartonio, Lupo Lucio, Fata Gaia                                                                        | Bruno Tognolini   | Spavento         |                              |
| 74      | 58  | La piuma plastica                                 | 2 febbraio 2000  | Tonio Cartonio, Fata Gaia, Principessa Odessa, Strega Salamandra                                             | Janna Carioli     | Pellicce         |                              |
| 75      | 59  | Il filtro contrario                               | 3 febbraio 2000  | Tonio Cartonio, Strega Salamandra, Gnomo Lampo, Gnoma Linfa, Gnomo Ronfo                                     | Janna Carioli     | Contrario        |                              |
| 76      | 60  | Carta, carte e cartoni                            | 7 febbraio 2000  | Tonio Cartonio, Strega Salamandra, Principessa Odessa                                                        | Mela Cecchi       | Carta            |                              |
| 77      | 61  | Viva la Gnomentina                                | 8 febbraio 2000  | Tonio Cartonio, Lupo Lucio, Jolly Cembalo, Gnomo Lampo, Gnomo Ronfo, Gnoma Linfa                             | Mela Cecchi       | Sport            |                              |
| 78      | 62  | Il lupo formichiere                               | 9 febbraio 2000  | Tonio Cartonio, Strega Salamandra, Lupo Lucio, Fata Gaia                                                     | Bruno Tognolini   | Formiche         |                              |
| 79      | 63  | Il mese mascheraio                                | 10 febbraio 2000 | Tonio Cartonio, Principessa Odessa, Gnomo Ronfo, Gnomo Lampo, Gnoma Linfa                                    | Mela Cecchi       | Maschere         | "Il Mese Mascheraio"         |
| 80      |     | Diario 15                                         | 11 febbraio 2000 | Tonio Cartonio                                                                                               | Mela Cecchi       |                  |                              |
| 81      | 64  | SuperLampo                                        | 14 febbraio 2000 | Tonio Cartonio, Gnomo Lampo, Gnoma Linfa, Gnomo Ronfo, Principessa Odessa                                    | Mela Cecchi       | Supereroi        |                              |
| 82      | 65  | Elisir di giovinezza                              | 15 febbraio 2000 | Fata Gaia, Orco Bruno, Genio Abù Ben Set                                                                     | Janna Carioli     | Le età           |                              |
| 83      | 66  | Uccelli di fiaba                                  | 17 febbraio 2000 | Tonio Cartonio, Fata Gaia, Lupo Lucio, Principessa Odessa                                                    | Bruno Tognolini   | Uccelli          | "Canzone degli uccelli"      |
| 84      |     | Diario 16                                         | 18 febbraio 2000 | Tonio Cartonio                                                                                               |                   |                  |                              |
| 85      | 67  | Una sorpresa piena di pulci                       | 21 febbraio 2000 | Tonio Cartonio, Lupo Lucio, Strega Salamandra, Fata Gaia                                                     | Martina Forti     | Gatti            |                              |
| 86      | 68  | Felici e contenti                                 | 22 febbraio 2000 | Tonio Cartonio, Fata Gaia, Lupo Lucio, Principessa Odessa                                                    | Janna Carioli     | Fiabe            | "Felici e contenti"          |
| 87      | 69  | Orco D'Oro e i tre gnomi                          | 24 febbraio 2000 | Tonio Cartonio, Orco Bruno, Gnomo Lampo, Gnoma Linfa, Gnomo Ronfo                                            | Martina Forti     | Invadenza        |                              |
| 88      |     | Diario 17                                         | 25 febbraio 2000 | Tonio Cartonio                                                                                               |                   |                  |                              |
| 89      | 70  | Il Re Nero                                        | 28 febbraio 2000 | Tonio Cartonio, Gnomo Lampo, Gnoma Linfa, Gnomo Ronfo, Orco Bruno                                            | Bruno Tognolini   | Scacchi          | "Gli scacchi sono un sogno"  |
| 90      | 71  | Il gazzettino di Malvento                         | 2 marzo 2000     | Tonio Cartonio, Lupo Lucio, Principessa Odessa                                                               | Mela Cecchi       | Quotidiani       |                              |
| 91      |     | Diario 18                                         | 3 marzo 2000     | Tonio Cartonio                                                                                               |                   |                  |                              |
| 92      | 72  | Bugie                                             | 6 marzo 2000     | Tonio Cartonio, Strega Salamandra, Gnomo Lampo, Gnoma Linfa, Gnomo Ronfo                                     | Venceslao Cembalo | Bugie            |                              |
| 93      | 73  | I cinque amici                                    | 7 marzo 2000     | Tonio Cartonio, Gnomo Lampo, Gnomo Ronfo, Gnoma Linfa, Strega Salamandra                                     | Mela Cecchi       | 5 sensi          |                              |
| 94      | 74  | La fuga della gazza                               | 8 marzo 2000     | Tonio Cartonio, Fata Gaia, Principessa Odessa, Gazza Rubinia                                                 | Janna Carioli     | Migrazioni       | "Su la gamba giù la gamba"   |
| 95      | 75  | La principessa strega                             | 9 marzo 2000     | Tonio Cartonio, Strega Salamandra, Principessa Odessa, Jolly Cembalo                                         | Martina Forti     | Inganni          |                              |
| 96      |     | Diario 19                                         | 10 marzo 2000    | Tonio Cartonio                                                                                               |                   |                  |                              |
| 97      | 76  | Vota Grifo                                        | 13 marzo 2000    | Tonio Cartonio, Strega Salamandra, Lupo Lucio, Jolly Cembalo                                                 | Venceslao Cembalo | Elezioni         |                              |
| 98      | 77  | In missione per il Re                             | 15 marzo 2000    | Tonio Cartonio, Gnomo Lampo, Gnomo Ronfo, Gnoma Linfa, Fata Gaia                                             | Venceslao Cembalo | Superbia         |                              |
| 99      | 78  | Uffa mamma!                                       | 16 marzo 2000    | Tonio Cartonio, Fata Gaia, Principessa Odessa, Gazza Rubinia                                                 | Mela Cecchi       | Mamma            | "Uffa mamma!"                |
| 100     |     | Diario 20                                         | 17 marzo 2000    | Tonio Cartonio                                                                                               |                   |                  |                              |
| 101     | 79  | Sosta al Fantabosco                               | 20 marzo 2000    | Tonio Cartonio, Orco Bruno, Lupo Lucio, Principessa Odessa                                                   | Martina Forti     | Segnali stradali |                              |
| 102     | 80  | Fratelli dallo spazio                             | 21 marzo 2000    | Tonio Cartonio, Lupo Lucio, Gnomo Ronfo, Gnomo Lampo, Gnoma Linfa                                            | Venceslao Cembalo | Extraterrestri   |                              |
| 103     | 81  | Dolce allergia                                    | 22 marzo 2000    | Tonio Cartonio, Strega Salamandra, Jolly Cembalo, Fata Gaia                                                  | Martina Forti     | Allergie         |                              |
| 104     | 82  | La grande magia                                   | 23 marzo 2000    | Tonio Cartonio, Jolly Cembalo, Fata Gaia                                                                     | Janna Carioli     | Amicizia         | "Amici per la pelle"         |
| 105     |     | Diario 21                                         | 24 marzo 2000    | Tonio Cartonio                                                                                               | Janna Carioli     |                  |                              |
| 106     | 83  | Lupo Cembalo                                      | 27 marzo 2000    | Tonio Cartonio, Lupo Lucio, Jolly Cembalo, Principessa Odessa                                                | Janna Carioli     | Mestieri         |                              |
| 107     | 84  | Vermi al sugo                                     | 28 marzo 2000    | Tonio Cartonio, Strega Salamandra, Jolly Cembalo                                                             | Mela Cecchi       | Pasta            | "Viva la pasta"              |
| 108     | 85  | Messaggio in bottiglia                            | 29 marzo 2000    | Tonio Cartonio, Lupo Lucio, Principessa Odessa, Genio Abù Ben Set                                            | Martina Forti     | Salvataggio      |                              |
| 109     | 86  | La lavagna della notte                            | 30 marzo 2000    | Tonio Cartonio, Jolly Cembalo, Principessa Odessa                                                            | Bruno Tognolini   | Sonno            |                              |
| 110     |     | Diario 22                                         | 31 marzo 2000    | Tonio Cartonio                                                                                               | Bruno Tognolini   |                  |                              |
| 111     | 87  | Fantabosco del Sud                                | 3 aprile 2000    | Tonio Cartonio, Genio Abù Ben Set, Lupo Lucio                                                                | Bruno Tognolini   | Razzismo         |                              |
| 112     | 88  | Io ti do e tu mi dai                              | 4 aprile 2000    | Tonio Cartonio, Gnomo Lampo, Gnoma Linfa, Gnomo Ronfo, Jolly Cembalo                                         | Bruno Tognolini   | Denaro           | "Soldini sonanti"            |
| 113     | 89  | Conserva di Strega                                | 5 aprile 2000    | Tonio Cartonio, Strega Salamandra, Principessa Odessa                                                        | Martina Forti     | Vetro            |                              |
| 114     | 90  | Moda Gnoma                                        | 6 aprile 2000    | Tonio Cartonio, Gnomo Lampo, Gnoma Linfa e Gnomo Ronfo                                                       | Janna Carioli     | Moda             |                              |
| 115     |     | Diario 23                                         | 7 aprile 2000    | Tonio Cartonio                                                                                               |                   |                  |                              |
| 116     | 91  | Una moglie geniale                                | 10 aprile 2000   | Tonio Cartonio, Strega Salamandra, Genio Abù Ben Set, Fata Gaia                                              | Martina Forti     | Matrimonio       |                              |
| 117     | 92  | L'uovo misterioso                                 | 11 aprile 2000   | Tonio Cartonio, Gazza Rubinia, Fata Gaia, Lupo Lucio                                                         | Janna Carioli     | Uovo             |                              |
| 118     | 93  | La Pignastica                                     | 12 aprile 2000   | Tonio Cartonio, Fata Gaia e Principessa Odessa                                                               | Janna Carioli     | Ginnastica       | "La Pignastica"              |
| 119     | 94  | Lettere perdute                                   | 13 aprile 2000   | Tonio Cartonio, Jolly Cembalo, Fata Gaia e Gazza Rubinia                                                     | Venceslao Cembalo | Alfabeto         |                              |
| 120     |     | Diario 24                                         | 14 aprile 2000   | Tonio Cartonio                                                                                               |                   |                  |                              |
| 121     | 95  | Un ritratto delizioso                             | 17 aprile 2000   | Tonio Cartonio, Lupo Lucio, Strega Salamandra                                                                | Martina Forti     | Pittura          |                              |
| 122     | 96  | L'erba voglio                                     | 18 aprile 2000   | Tonio Cartonio, Principessa Odessa, Gnomo Lampo, Gnomo Ronfo, Gnoma Linfa                                    | Venceslao Cembalo | Capricci         |                              |
| 123     | 97  | Voglia di miele                                   | 19 aprile 2000   | Tonio Cartonio, Lupo Lucio, Orco Bruno                                                                       | Venceslao Cembalo | Miele            |                              |
| 124     | 98  | Ricordati di ricordare                            | 20 Aprile 2000   | Tonio Cartonio, Fata Gaia, Jolly Cembalo, Strega Salamandra                                                  | Venceslao Cembalo | Fiducia in sé    |                              |
| 125     |     | Diario 25                                         | 21 aprile 2000   | Tonio Cartonio                                                                                               | Venceslao Cembalo |                  |                              |
| 126     | 99  | Lupo Seduto                                       | 24 aprile 2000   | Tonio Cartonio, Lupo Lucio, Gnoma Linfa, Gnomo Lampo, Gnomo Ronfo                                            | Venceslao Cembalo | Pellerossa       |                              |
| 127     | 100 | I colori della Gnomentina                         | 25 aprile 2000   | Tonio Cartonio, Fata Gaia, Principessa Odessa, Gazza Rubinia                                                 | Mela Cecchi       | Colori           | "Arcobaleno"                 |
| 128     | 101 | Un deserto al Fantabosco                          | 26 aprile 2000   | Tonio Cartonio, Gnomo Lampo, Gnoma Linfa, Gnomo Ronfo, Genio Abù Ben Set                                     | Mela Cecchi       | Deserto          |                              |
| 129     |     | Diario 26                                         | 28 aprile 2000   | Tonio Cartonio                                                                                               |                   |                  |                              |
| 130     | 102 | L'osso di ronfosauro                              | 2 maggio 2000    | Tonio Cartonio, Gnomo Ronfo, Gnomo Lampo, Gnoma Linfa, Lupo Lucio                                            | Martina Forti     | Dinosauri        |                              |
| 131     | 103 | L'usignolo blu                                    | 3 maggio 2020    | Tonio Cartonio, Fata Gaia, Lupo Lucio, Jolly Cembalo                                                         | Venceslao Cembalo | Usignolo         |                              |
| 132     | 104 | Un libro per amico                                | 4 maggio 2000    | Tonio Cartonio, Strega Salamandra, Principessa Odessa                                                        | Janna Carioli     | Libri            | "Un libro per amico"         |
| 133     |     | Diario 27                                         | 5 maggio 2000    | Tonio Cartonio                                                                                               |                   |                  |                              |
| 134     | 105 | Fame da lupi                                      | 8 maggio 2000    | Tonio Cartonio, Lupo Lucio, Genio Abù Ben Set                                                                | Martina Forti     | Spezie           |                              |
| 135     | 106 | Uno per tutti                                     | 9 maggio 2000    | Tonio Cartonio, Fata Gaia, Strega Salamandra, Genio Abù Ben Set                                              | Janna Carioli     | Solidarietà      |                              |
| 136     | 107 | Il riso d'oro                                     | 10 maggio 2000   | Tonio Cartonio, Principessa Odessa, Jolly Cembalo                                                            | Bruno Tognolini   | Ortopedia        | "Solo a poco a poco"         |
| 137     | 108 | Un regalo da strega                               | 11 maggio 2000   | Tonio Cartonio, Strega Salamandra, Lupo Lucio                                                                | Venceslao Cembalo | Farfalle         |                              |
| 138     |     | Diario 28                                         | 12 maggio 2000   | Tonio Cartonio                                                                                               |                   |                  |                              |
| 139     | 109 | PUNTATA BREVE: Gli esami di Tonio                 | 15 maggio 2000   | Tonio Cartonio, Gnomo Lampo, Gnomo Ronfo, Gnoma Linfa                                                        | Janna Carioli     | Intro            |                              |
| 140     | 110 | PUNTATA BREVE: Un pasto completo                  | 16 maggio 2000   | Tonio Cartonio, Orco Bruno                                                                                   | Martina Forti     | Dietologia       |                              |
| 141     | 111 | PUNTATA BREVE: Carne rossa, bianca, blu           | 17 maggio 2000   | Tonio Cartonio, Lupo Lucio                                                                                   | Bruno Tognolini   | Zoologia         |                              |
| 142     | 112 | PUNTATA BREVE: I mille paesi                      | 18 maggio 2000   | Tonio Cartonio, Principessa Odessa                                                                           | Janna Carioli     | Lingua           |                              |
| 143     | 113 | PUNTATA BREVE: La torta di fango                  | 19 maggio 2000   | Tonio Cartonio, Strega Salamandra                                                                            | Bruno Tognolini   | Chimica          |                              |
| 144     | 114 | PUNTATA BREVE: La pianta gnam gnam                | 23 maggio 2000   | Tonio Cartonio, Fata Gaia                                                                                    | Janna Carioli     | Botanica         |                              |
| 145     | 115 | PUNTATA BREVE: Posate e bicchieri                 | 24 maggio 2000   | Tonio Cartonio, Orco Bruno                                                                                   | Venceslao Cembalo | Galateo          |                              |
| 146     | 116 | PUNTATA BREVE: Le storie della storia             | 25 maggio 2000   | Tonio Cartonio, Lupo Lucio, Fata Gaia, Principessa Odessa                                                    | Mela Cecchi       | Storia           | "Guerra e pace"              |
| 147     | 117 | PUNTATA BREVE: A lezione dalla fata               | 26 maggio 2000   | Tonio Cartonio, Fata Gaia                                                                                    | Venceslao Cembalo | Geometria        |                              |
| 148     | 118 | PUNTATA BREVE: Il cantastorie incantatempo        | 29 maggio 2000   | Tonio Cartonio, Jolly Cembalo                                                                                | Bruno Tognolini   | Intrattenimento  |                              |
| 149     | 119 | PUNTATA BREVE: Lezioni di musica                  | 30 maggio 2000   | Tonio Cartonio, Principessa Odessa                                                                           | Venceslao Cembalo | Musica           |                              |
| 150     | 120 | PUNTATA BREVE: Svegliati Ronfo!                   | 31 maggio 2000   | Tonio Cartonio, Gnomo Ronfo                                                                                  | Martina Forti     | Intrattenimento  |                              |
| 151     | 121 | Pronto pronto, qui gnomi...                       | 5 giugno 2000    | Tonio Cartonio, Gnomo Lampo, Gnomo Ronfo, Gnoma Linfa, Lupo Lucio                                            | Martina Forti     | Radio            | ”Una radio al giorno”        |
| 152     |     | Diario 29                                         | 9 giugno 2020    | Tonio Cartonio                                                                                               |                   |                  |                              |
| 153     | 122 | Coraggio da vendere                               | 12 giugno 2000   | Tonio Cartonio, Orco Bruno, Principessa Odessa, Jolly Cembalo                                                | Janna Carioli     | Paura, coraggio  | "E la paura non c'è più"     |
| 154     | 123 | Fantabosco Park                                   | 13 giugno 2000   | Tonio Cartonio, Orco Bruno, Lupo Lucio, Principessa Odessa                                                   | Martina Forti     | Luna Park        |                              |
| 155     | 124 | Valigie da viaggio                                | 15 giugno 2000   | Tonio Cartonio, Lupo Lucio, Gnomo Lampo, Gnoma Linfa, Gnomo Ronfo                                            | Venceslao Cembalo | Viaggi           |                              |
| 156     |     | Diario 30                                         | 16 giugno 2020   | Tonio Cartonio                                                                                               |                   |                  |                              |
| 157     | 125 | PUNTATA BREVE: Fantanimali                        | 25 giugno 2000   | Tonio Cartonio, Gnomo Lampo                                                                                  | Martina Forti     | Zoologia         |                              |
| 158     | 126 | PUNTATA BREVE: Il romanzo di Tonio                | 2 luglio 2000    | Tonio Cartonio, Gnomo Lampo, Gnoma Linfa, Gnomo Ronfo                                                        | Martina Forti     | Letteratura      |                              |
| 159     | 127 | PUNTATA BREVE: Un regalo per Tonio                | 8 luglio 2000    | Tonio Cartonio, Gnoma Linfa                                                                                  | Venceslao Cembalo | Storia           |                              |
| 160     | 128 | Belle statuine                                    | 30 luglio 2000   | Tonio Cartonio, Fata Gaia, Principessa Odessa                                                                | Bruno Tognolini   | Statue           |                              |
| 161     | 129 | Sangue di drago                                   | 6 agosto 2000    | Tonio Cartonio, Strega Salamandra, Fata Gaia, Lupo Lucio                                                     | Mela Cecchi       | Sangue           |                              |
| 162     | 130 | Bibite da strega                                  | 27 agosto 2000   | Tonio Cartonio, Strega Salamandra, Lupo Lucio                                                                | Martina Forti     | Rivalità         |                              |

## Messa in onda
Gli episodi sono riportati nell'ordine di messa in onda.
La seconda stagione del programma (edizione 1999-2000) andò in onda dall'11 ottobre 1999 al 16 giugno 2000. Altri 6 episodi (che per cambi di palinsesto non andarono in onda entro il 16 giugno 2000) vennero invece trasmessi nelle domeniche dell'estate 2000, dal 25 giugno fino al 27 agosto 2000.
Inoltre, il 24 e il 31 dicembre 1999 andarono in onda due puntate "speciali", rispettivamente una dedicata al Natale e l'altra al Capodanno, entrambe con tutti i personaggi del programma.
Il totale degli episodi è dunque di 132 puntate, a cui si aggiungono le 30 puntate del "Diario di Tonio Cartonio": infatti ogni venerdì andava in onda la rubrica "Il diario di Tonio Cartonio", in cui il folletto Tonio raccontava gli avvenimenti della settimana.